# Victor Canning
Victor Canning född 16 juni 1911, död 21 februari 1986, brittisk deckar- och äventyrsförfattare. Canning skrev också under pseudonymerna Julian Forest och Alan Gould.
Före andra världskriget publicerade Canning några stycken humoristiska romaner om medelklasspersonen Mr. Finchley inspirerade av författaren J. B. Priestleys böcker.
Efter kriget började han skrivare deckare och thrillers. Handlingen var ofta förlagd till exotiska miljöer och hade för den tiden snabbt tempo. Man kan se honom som något av en föregångare till författaren Desmond Bagley.
Flera av Cannings böcker har blivit filmade som exempelvis Den gyllene Salamandern och Uppdrag i Venedig. Bland Cannings bästa böcker räknas Hök och duva från 1973 och Dubbelliv från året efter. Den förstnämnda fick ett antal deckarpriser för bästa thriller både i England och USA och adapterades också till den vita duken när Alfred Hitchcock regisserade sin sista film 1976 under namnet Arvet (Family Plot). Filmen skiljer sig dock avsevärt från förlagan och kritiken var i allmänhet sval.